# Oronotus alboannulatus
Oronotus alboannulatus är en stekelart som först beskrevs av Tohru Uchida 1932.  Oronotus alboannulatus ingår i släktet Oronotus och familjen brokparasitsteklar. Inga underarter finns listade i Catalogue of Life.